# Захватович, Кристина

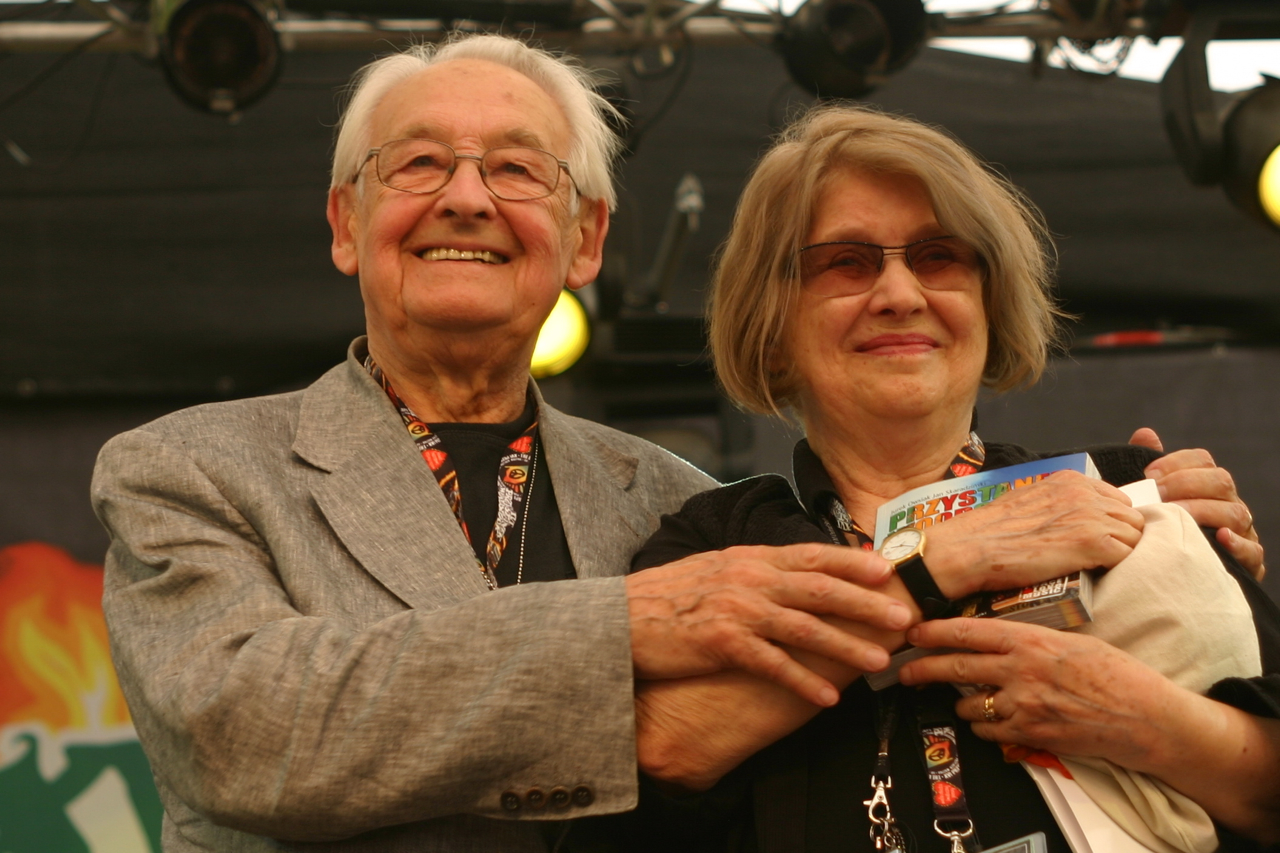
Кристина Захватович со своим мужем Анджеем Вайда (2010).

Кристина Захватович (пол. Krystyna Zachwatowicz, род. 16 мая 1930, Варшава) — польская актриса театра и кино, художница по костюмам, сценограф и режиссёр театра.

## Биография
Кристина Захватович родилась 16 мая 1930 года в Варшаве. Окончила факультет истории искусства Ягеллонского университета в 1952 и Краковскую академию искусств в 1958 г. Работает в театрах Кракова.
Её муж на протяжении 44 лет (1972—2016) — режиссёр Анджей Вайда.

## Избранная фильмография

### Актриса
- 1961 — Самсон / Samson
- 1976 — Человек из мрамора / Człowiek z marmuru
- 1976 — Теневая черта / Smuga cienia
- 1979 — Барышни из Вилько / Panny z Wilka
- 1981 — Человек из железа / Człowiek z żelaza
- 1986 — Хроника любовных происшествий / Kronika wypadków miłosnych
- 1990 — Корчак / Korczak
- 1999 — Пан Тадеуш / Pan Tadeusz
- 2007 — Катынь / Katyń

### Художница по костюмам
- 1972 — Свадьба / Wesele
- 1983 — Любовь в Германии / Eine Liebe In Deutschland
- 1988 — Бесы / Les Possédés

## Признание
- 1998 — Кавалерский крест Ордена Возрождения Польши.